# Myopsyche makomensis
Myopsyche makomensis là một loài bướm đêm thuộc phân họ Arctiinae, họ Erebidae.